# 影木
影木，是传说中的一种异树，在太阳下边看,叶片象满天星斗落到影木上。一千年才结一颗果实,果实如甜瓜的样子,青皮黑瓤,谁吃了这种果实,就能变得身体轻盈。另外癭木也别稱影木,而叫「影木」这个名是指本身的木質紋理特徵。「癭木」则是樹木生長於近根部的一種叫木瘤的疾病。

## 原文
《拾遗记》有樹名影木,日中視之如列星,萬歲一實,實如瓜,青皮黑瓤,食之骨輕。

## 参看
中国妖怪列表